# Босненска конвертируема марка
Вижте пояснителната страница за други значения на марка.
Конвертируемата марка (konvertibilna marka, конвертибилна марка) е паричната единица на Босна и Херцеговина, емитирана от Централната банка на Босна и Херцеговина. Разделя се на 100 фенинга.

## История
Конвертируемата марка е създадена след подписването на Дейтънското мирно споразумение през 1995 г. Марката заменя валутите на основните 3 етнически общности динар на Босна и Херцеговина, хърватска куна и Динар на Република Сръбска от 1998 г.